# Dita Krūmberga
Dita Krūmberga (Riga, 20 marzo 1984) è un'ex cestista lettone.
Alta 182 cm, ha giocato come guardia nel TTT Rīga, squadra lettone.

## Carriera
Con la Lettonia ha disputato i Giochi olimpici di Pechino 2008 e due edizioni dei Campionati europei (2007, 2009).